# Lewis Nordan
Lewis Alonzo  Nordan (* 23. August 1939 in Forest, Mississippi; † 13. April 2012 in Cleveland, Ohio) war ein US-amerikanischer Schriftsteller und Professor.

## Leben
Lewis Alonzo Nordan wurde als Sohn von Lemuel und Sara Bayles geboren. Er wuchs in Itta Bena, Mississippi auf. Er erhielt seinen Bachelor am Millsaps College, seinen Master an der Mississippi State University und promovierte an der Auburn University. Bis 2005 unterrichtete er über zwei Jahrzehnte Kreatives Schreiben an der University of Pittsburgh.
Die Ermordung des Emmett Till verfolgte Nordan thematisch ein Leben lang. Nicht nur, dass das Geschehen lediglich 20 Meilen von seinem Heimatort passierte, er kannte die beiden Mörder persönlich, was er auch 1993 in einer Radiosendung zugab. So verarbeitete er die Themen Geschlecht, Rassismus, Gewalt, Alkoholkrankheit, Waffenwahn und das Südstaatenleben im Allgemeinen in seinen Romanen Wolf Whistle und The Sharpshooter Blues.
Am 13. April 2012 verstarb Nordan an den Folgen einer Lungenentzündung.

## Werke
- 1983. Welcome to the Arrow-Catcher Fair (Kurzgeschichten)
- 1986: The All-Girl Football Team (Kurzgeschichten)
- 1993: Wolf Whistle (Roman)
- 1995: The Sharpshooter Blues (Roman)
- 2000: Boy With Loaded Gun (Fiktive Memoiren)

Werke auf Deutsch
- 1996: Das Kind, das ein Apfel werden wollte
- 1997: Alice in Mississippi